# 拔仙豹蛛
拔仙豹蛛（学名：Pardosa baxianensis）为狼蛛科豹蛛属的动物。在中国大陆，分布于陕西等地。该物种的模式产地在陕西。